# Lars Moberg (journalist)
Lars Roland Moberg, född 27 juli 1953 i Rörbäcksnäs, är en svensk journalist, utrikesreporter och utrikeskorrespondent verksam på SVT. Moberg började sin journalistkarriär med att genomgå Journalisthögskolan i Göteborg 1974–1976. Han anställdes på Dala-Demokraten i Falun där han arbetade 1977–1979. Moberg fortsatte sedan vidare till SR/SVT i Falun 1979–1984 och SVT Stockholm från 1984 till pensioneringen 2018. 
Han har bland annat arbetat som Sveriges Televisions korrespondent i Asien, Latinamerika och USA.